# Lush Life (Lou Donaldson)
Lush Life è un album di Lou Donaldson, pubblicato dalla Blue Note Records nel 1980.
Il disco era stato registrato il 20 gennaio 1967 al Rudy Van Gelder Studio di Englewood Cliffs, New Jersey (Stati Uniti).
L'album uscì nel 1980 anche con il titolo Sweet Slumber con gli stessi sette brani.

## Tracce
Lato A
1. Sweet Slumber – 5:54 (Lucky Millinder, Al Neiburg, Henri Woode)
2. You've Changed – 4:21 (Carl Fisher, Bill Carey)
3. The Good Life – 4:52 (Sacha Distel, Jack Reardon, Jean Broussolle)
4. Star Dust – 3:37 (Hoagy Carmichael)

Lato B
1. What Will I Tell My Heart – 4:22 (Irving Gordon, Jack Lawrence, Peter Tinturin)
2. It Might as Well Be Spring – 5:55 (Richard Rodgers, Oscar Hammerstein II)
3. Sweet and Lovely – 5:58 (Gus Arnheim, Jules LeMare, Harry Tobias)

## Musicisti
Lou Donaldson Nonet
- Lou Donaldson - sassofono alto
- Jerry Dodgion - sassofono alto, flauto
- Wayne Shorter - sassofono tenore
- Pepper Adams - sassofono baritono
- McCoy Tyner - pianoforte
- Freddie Hubbard - tromba
- Garnett Brown - trombone
- Ron Carter - contrabbasso
- Al Harewood - batteria
- Duke Pearson - arrangiamenti